# St. Dionys und Nothelfer (Ensdorf)

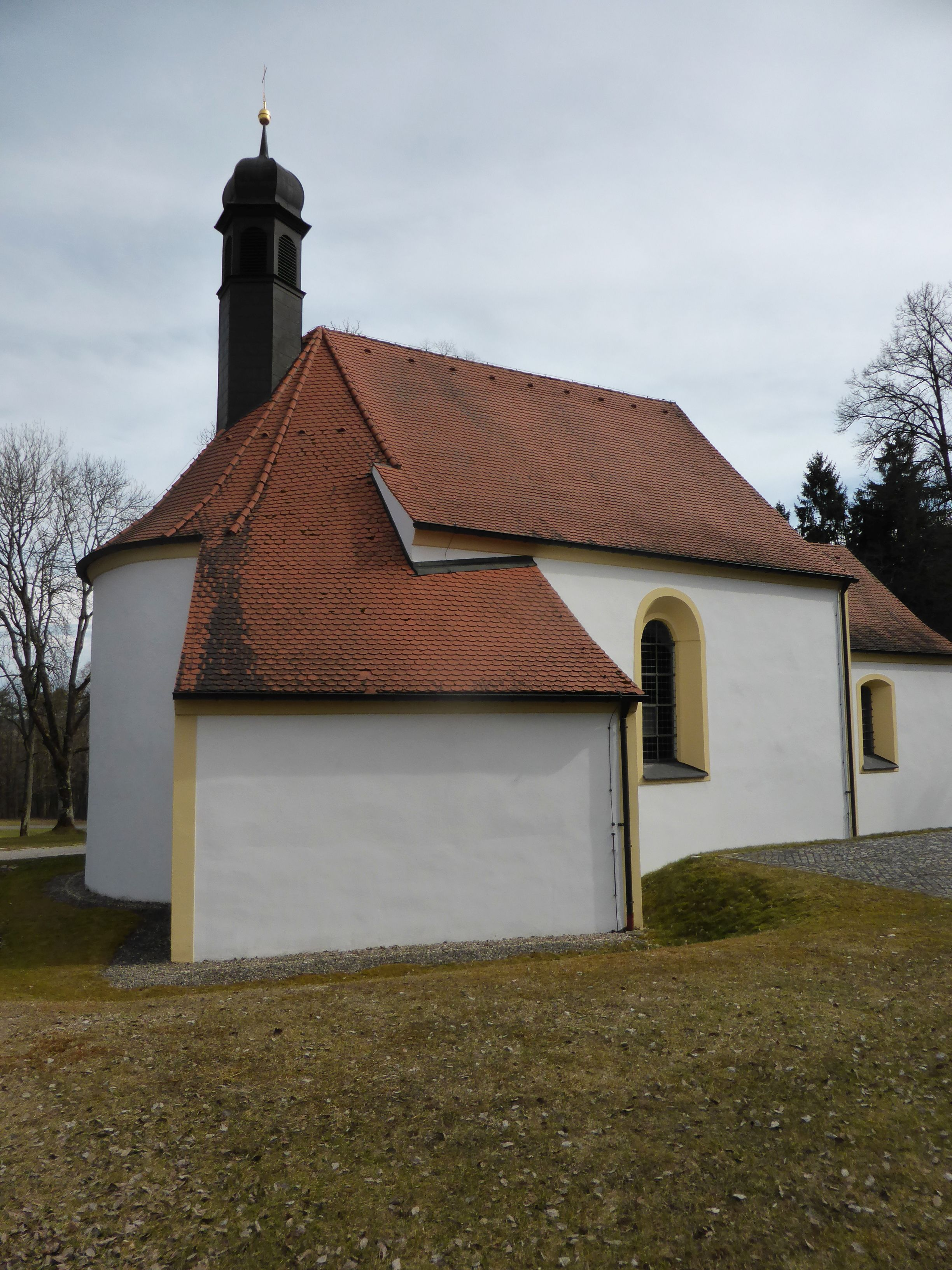
Wallfahrtskirche St. Dionys und Nothelfer

Die römisch-katholische Wallfahrtskirche St. Dionys und Nothelfer liegt in Ensdorf auf dem Eggenberg neben der Straße, die von Ensdorf nach Hirschwald führt. Die denkmalgeschützte Kirche ist eine Nebenkirche der Pfarrei Ensdorf.

## Geschichte
Die Kirche und die Wallfahrt gehen auf ein Marienbild zurück, das an einem Baum auf dem Eggenberg angebracht war und bei der Bevölkerung Verehrung fand. Es entstand dann ein Marterl, in welches das Marienbild eingefügt wurde. Der Eggenbergbauer Johann Forster ging schließlich daran, mit Hilfe der Opfergelder für das Marterl und mit eigenen Mitteln „dieses löbliche Gotteshaus“ zu errichten. Am 28. September 1698 wurde ein Bauvertrag zwischen diesem Bauern, Pater Ildefons Kargus vom Kloster Ensdorf und dem Maurermeister Martin Funk abgeschlossen. Als Entlohnung wurden 85 Gulden und 8 Pfund Flachs ausgemacht. Martin Funk hat auch beim Bau der Klosterkirche Ensdorf mitgewirkt, hier wird er sogar als aedilis Ensdorfensis bezeichnet. Er war aber des Schreibens offensichtlich nicht kundig, denn an seiner Stelle musste Hans Georg Schober, Schreinermeister, unterzeichnen. Am 25. November 1698 erhielt Adam Eller den Zuschlag für die Dachdeckerarbeiten. Der damals errichtete Bau ist der rückwärtige Teil der heutigen Kirche; er dürfte 1700 fertig gestellt worden sein. Auf Anraten des Klosterrichters Rümelin wurden als Kirchenpatrone die Vierzehn Nothelfer gewählt.
Als Inneneinrichtung stiftete Johann Forster ein Ölbild mit den Vierzehn Nothelfern; dafür erhielt der Maler 13 Gulden. Das Bild befindet sich heute in der St. Martin-Kirche von Hofstetten. 1701 wurden für einen neuen Altar 19 Gulden und für das Antependium 4 Gulden gestiftet.
1702 wird berichtet, dass der äußere Opferstock von einem Räuber zerschlagen wurde, ein Vorfall, der sich im Laufe der Geschichte noch mehrmals wiederholte.
1703 wurde von dem Amberger Orgelbaumeister Johann Conrad Vogel eine Orgel erworben. Dafür quittierte dieser am 1. Dezember 1703 den Erhalt von 70 Gulden. Die Spenden aus der Wallfahrt flossen so reichlich, dass von 1710 an vom Opfergeld Kredite gewährt werden konnten.

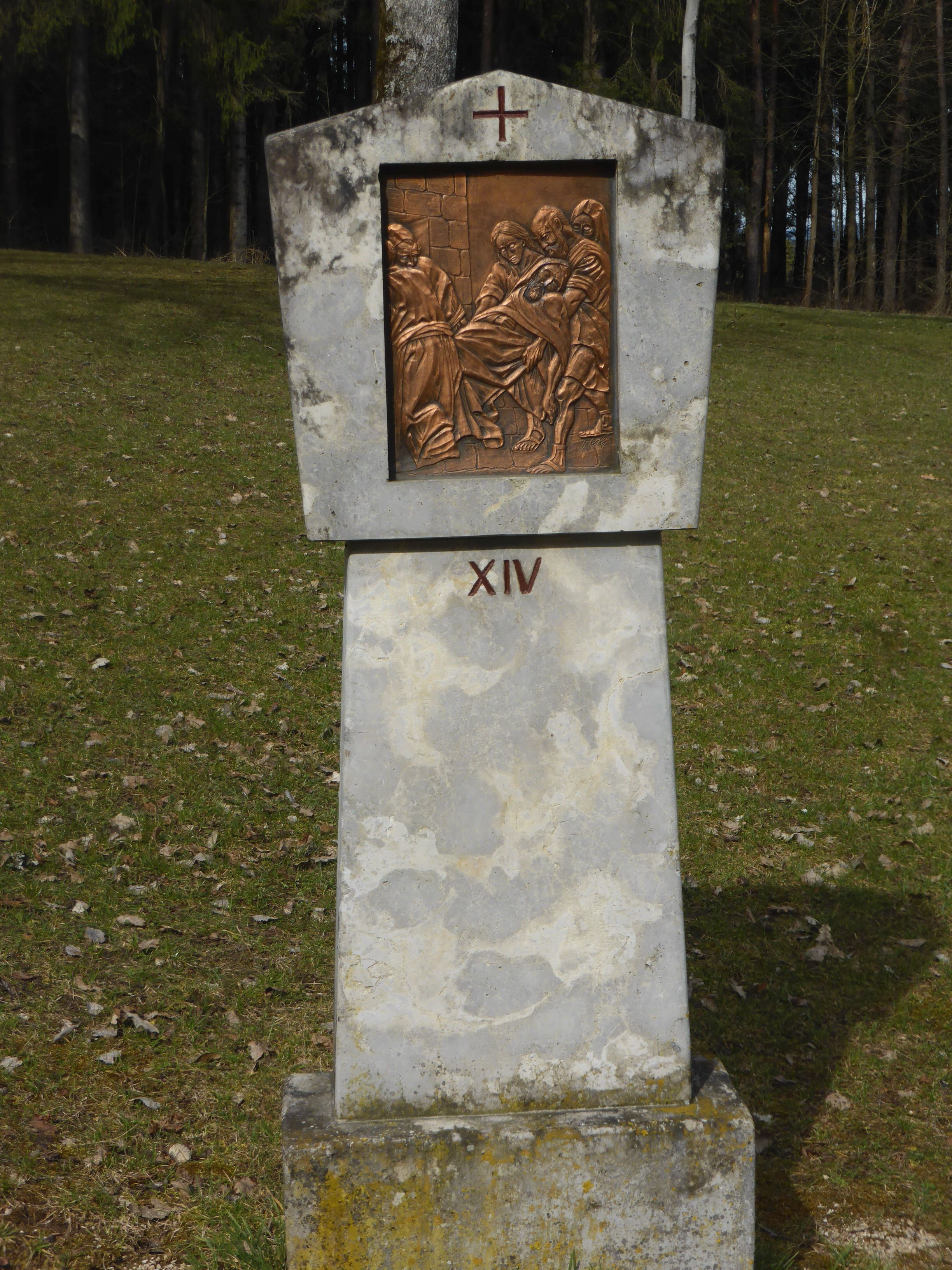
Kreuzwegstation zum Eggenberg

1732 wurde wegen des Zustroms der Pilger ein Erweiterungsbau durchgeführt; dieses ist der Mittelteil der heutigen Kirche. 1748 wurde die Zelebrationserlaubnis erteilt, was auch die Verpflichtung zur Abhaltung einer Predigt einschloss. 1793 erfolgte eine weitere Erweiterung um den heutigen Altarraum. 1875 musste eine Renovierung durchgeführt werden; 1966/67 wurde eine weitere gründliche Sanierung der Kirche vorgenommen und ein neuer Außenputz aufgetragen.

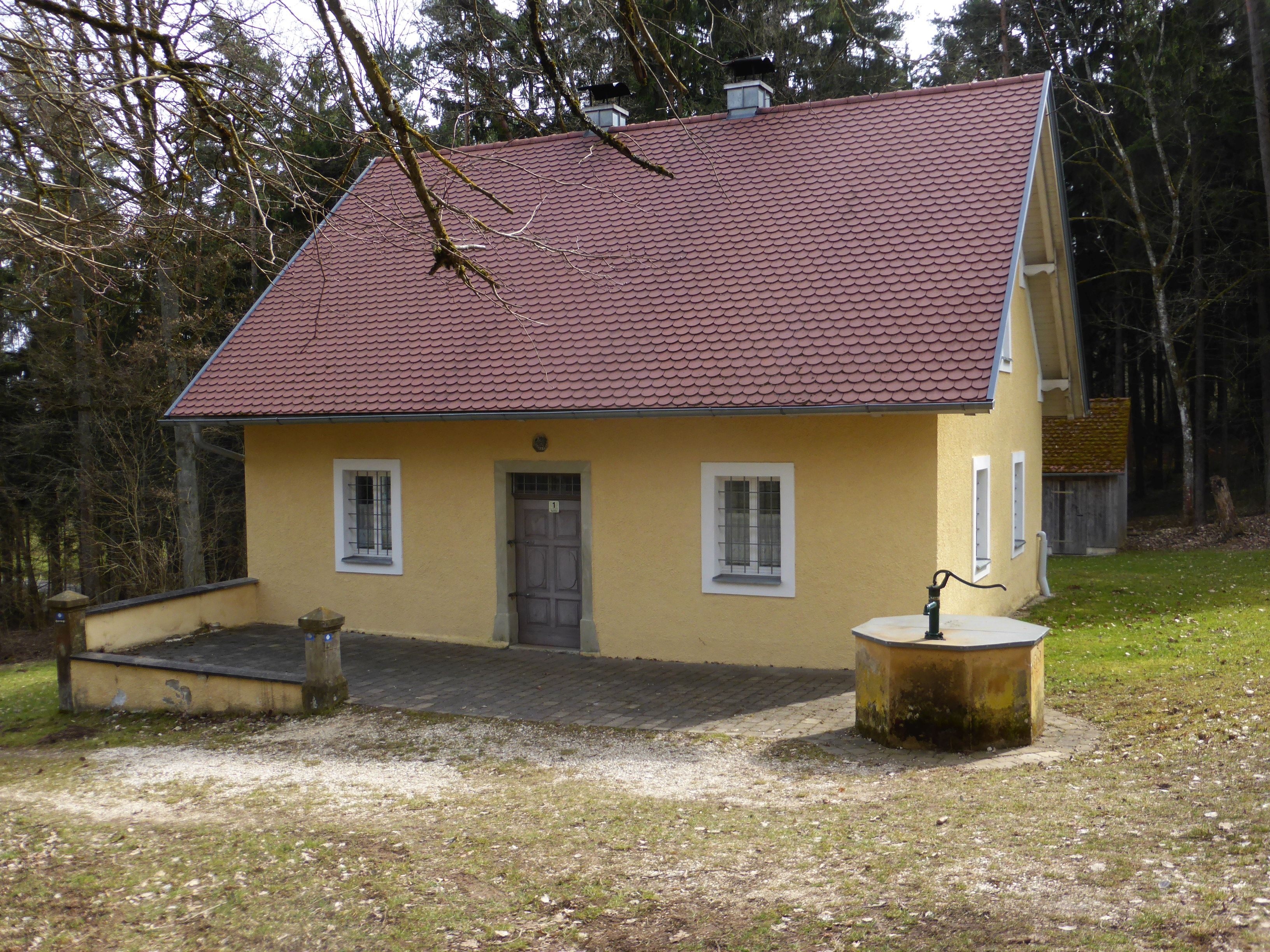
Eggenberghaus mit Brunnen unterhalb der Wallfahrtskirche

## Äußere und innere Ausstattung
Die Kirche ist nördlich orientiert. Der Chor der halbrund geschlossenen Kapelle wurde 1793 fertiggestellt. Die Kirche besitzt einen Zwiebeldachreiter. Zur Kirche führt ein Kreuzweg mit 14 Stationen aus der ersten Hälfte des 20. Jahrhunderts. Auf der anderen Straßenseite ist ein großer Stein mit einer Gedenktafel an den Pater Johann Gaul aufgestellt.
In der Kirche werden mehrmals im Jahr kirchliche Veranstaltungen abgehalten. Die Kirche soll eine hervorragende Akustik aufweisen. Bekannt ist das Eggenbergfest, das am dritten Sonntag im September stattfindet und das weiterhin Pilger aus nah und fern anzieht.

## Eggenberghaus
Das unterhalb der Kirche stehende Mesner- oder Eggenberghaus wurde unter Pfarrer Wittmann 1886 erbaut und 2008 renoviert. Heute wird es für Wochenend- und Ferienfreizeiten von Jugendgruppen (für ca. 20 Personen) sowie als naturnahe Unterkunft für Selbstversorger verwendet. Die Ausstattung ist sehr einfach: Geheizt wird mit einem Holzofen, Brauchwasser kommt aus einer Zisterne, Trinkwasser muss mit Kanistern geholt werden und Petroleumlampen dienen zur Beleuchtung.
Vor dem Haus steht ein oktogonaler Brunnen mit der Jahreszahl 1896 und der Inschrift IHS.